# Stenomys
Genre
Stenomys est un genre de rongeurs endémiques de Nouvelle-Guinée, qui comprend les espèces suivantes :
- Stenomys ceramicus (Thomas, 1920)
- Stenomys niobe (Thomas, 1906)
- Stenomys richardsoni (Tate, 1949)
- Stenomys vandeuseni (Taylor et Calaby, 1982)
- Stenomys verecundus (Thomas, 1904)